# 王佑 (西晋)
王佑（？—？），太原郡晋阳县（今山西省太原市），西晋官员。

## 生平
王佑以才智著称，是杨骏的心腹。杨骏的弟弟杨珧、杨济因为担心物极必反，与外甥李斌等人恳切劝谏杨骏，杨骏贬王佑外任河东郡太守。后来，杨骏排挤汝南王司马亮，逼退卫瓘，都是王佑的谋略。王佑官至北军中候。

## 其他
王佑的堂弟王济担任侍中时，王济的父亲王浑担任尚书左仆射，王浑手下的主管有时处理事务不当，王济性格严厉，严明法纪处置了主管。王佑平素就与王济不和，王佑的党羽很是认为王济不顾及自己的父亲，因此诽谤王济容不下自己的父亲，这种看法助长了对王济的不同意见，晋武帝司马炎从此就疏远了王济。王济后出任河南尹，还没有上任，就因鞭打王府的属吏被定罪免官，王佑当时正被信任得到重用。王济于是被贬斥出朝，就把家搬到北芒山下。

## 家庭

### 父亲
- 王默，曹魏尚书[4]

### 儿子
- 王峤，东晋庐陵郡太守、九原穆公
- 王讷，东晋新淦县县令[7][8]

### 孫
- 王濛，王訥子，東晉外戚